# Sabik
Sabik es el nombre de la estrella η Ophiuchi (η Oph / 35 Ophiuchi), que a pesar de tener la denominación de Bayer «Eta», es la segunda más brillante de la constelación de Ofiuco, el portador de la serpiente, después de Ras Alhague (α Ophiuchi). Situada al sur de la constelación, su magnitud aparente es +2,43. 
El polo norte de Urano apunta a Sabik.

## Nombre
El origen del nombre Sabik no es claro: se sabe que proviene del árabe y parece aludir a alguien «que precede», «que viene delante».
Asimismo, en China esta estrella recibía el nombre de Sung, unos de los antiguos estados feudales de dicho país.
Por otra parte, se ha propuesto que η Ophiuchi, junto a θ Ophiuchi y ξ Ophiuchi, formaba la acadia Tsir o Sir, «la serpiente».

## Características
Distante 84 años luz de distancia del sistema solar, Sabik es una estrella binaria con sus dos componentes similares, ambas estrellas blancas de la secuencia principal.
Sabik A, con una temperatura de 8900 K, es 35 veces más luminosa que el Sol, mientras que Sabik B, unos 300 K más fría que su compañera, brilla como 21 soles.
Las dos son más grandes que el Sol, siendo el radio de Sabik A 2,5 veces más grande que el radio solar y el de Sabik B 2,0 veces mayor.
La velocidad de rotación proyectada del sistema es de 23 km/s y existe cierta evidencia de que una o las dos estrellas pueden tener niveles elevados de algunos metales, fenómeno habitual entre estrellas de tipo A de rotación lenta.
La masa conjunta de ambas estrellas es de 4,8 masas solares.
Lo inusual del sistema es la gran excentricidad de la órbita (ε = 0,94), que hace que la separación entre las componentes oscile entre 2 UA y 65 UA, siendo su período orbital de 88 años. Las perturbaciones gravitatorias en un sistema de este tipo hacen del todo imposible la existencia de un sistema planetario.